# Dusza János
Dusza János (Sajógömör, 1952. október 14. –) fizikus, tudományos kutató, egyetemi tanár.

## Élete
A tornaljai gimnáziumban érettségizett. 1976-ban az Eötvös Loránd Tudományegyetem Természettudományi Karán, a fizika szakán diplomázott. 1996-tól A Kassai Műszaki Egyetem docense. 2007 szeptemberétől a Magyar Tudományos Akadémia külső tagja.

## Elismerései
- Gábor Dénes-díj (2014)[2]
- A Magyar Érdemrend lovagkeresztje (2023)